# Hoya lii
Hoya lii är en oleanderväxtart som beskrevs av C. M. Burton. Hoya lii ingår i släktet Hoya och familjen oleanderväxter. Inga underarter finns listade i Catalogue of Life.